# Палатин
Палатин е един от седемте хълма на Рим.
Според легендата Евандър, син на Хермес и нимфата Никострата (почитана в Древен Рим като Кармента) още преди Троянската война основава аркадската колония Пала̀нтеум (Палантий) на хълма, по-късно наречен Палатин. В подножието на хълма е пещерата Луперкал, където е живяла вълчицата, отгледала основателите на Рим – близнаците Ромул и Рем. Когато братята решават да основат град на мястото, където са отгледани, търсейки знак от боговете Рем отива на хълма Авентин, а Ромул избира Палатинския хълм. И двамата братя получават знак и въпреки че това на Ромул е по-силно, избухва кавга, в която Рем пада убит. Така Ромул основава град, който носи неговото име (лат. Roma) на хълма Палатин.
В Римския Форум, който се намира в подножието на този хълм, са открити останки на стени и на ров, които според някои учени може да са били „границата“ на древния Рим.
Много векове наред римляните избират Палатин като място за живеене, защото е близо до Форума, но тъй като се намира на по-високо, той е далече от блатата, от жегите и от шума на тълпите и на пазарите.
Император Август построява тук новия си дворец, защото е искал да живее на същото място, където е живял и Ромул. Идеята харесва и на следващите императори, които построяват на хълма великолепни и грандиозни резиденции. Хълмът става постепенно един цял, огромен дворец.
След падането на Западната Римска империя много царе и императори отиват да живеят в сградите на Палатин. Едва през X век те биват изоставени и от богатите сгради са плячкосани мраморите и строителните елементи и материали, в резултат на което постепенно те се разрушават. През следващите 500 години тук се издигат няколко църкви и манастири.
През 1550 година кардинал Александър Фарнезе (който става впоследствие папа под името Павел III) купува Палатинския хълм и построява вила, заобиколена с градина с екзотични дървета, цветя и растения, един вид ботаническа градина – Орти Фарнезиани.
Археологическите разкопки започват след около 200 години. Археолозите решават да не пипат вилата на Александър Фарнезе и градината, въпреки че под тях се намират останките от двореца на император Тиберий (Домус Тибериана).
- Stadio di Esedra Severiana
- Cortile inferiore della Domus Augustana
- Pedagogium
- Criptoportico Neroniano
- Clivus Victoriae Domus Tiberiana
- Uccelliera degli Orti Farnesiani

1. ↑  www.britannica.com